# 原獣事典
『原獣事典』（げんじゅうじてん）は、日本国の漫画家、谷口ジローの漫画作品である。

## 概説
中生代から新生代を舞台に、動物の現代に至る進化の過程を描く。

## 初出
講談社の『コミックモーニング』に連載された。
- 第1話 - 第6巻第45号（1987年8月18日臨時増刊（カラフル増刊2号））
- 第2話 - 第7巻第1号（1988年1月1日（1）号）
- 第3話 - 第7巻第3号（1988年1月9日臨時増刊（パーティー増刊14号））
- 第4話 - 第7巻第12号（1988年3月1日臨時増刊（パーティー増刊15号））
- 第5話 - 第7巻第22号（1988年5月3日臨時増刊（パーティー増刊16号））[4]
- 第6話 - 第7巻第36号（1988年7月28日（33）号）
- 第7話 - 第7巻第54号（1988年11月1日臨時増刊（パーティー増刊19号））
- 第8話 - 第8巻第3号（1989年1月10日臨時増刊（パーティー増刊20号））
- 第9話 - 第8巻第17号（1989年3月21日臨時増刊（パーティー増刊21号））
- 第10話 - 第8巻第24号（1989年4月18日臨時増刊（パーティー増刊22号））
- 第11話 - 第8巻第37号（1989年6月20日臨時増刊（パーティー増刊23号））
- 第12話 - 第8巻第42号（1989年7月18日臨時増刊（パーティー増刊24号））
- 第13話 - 第8巻第50号（1989年8月22日臨時増刊（パーティー増刊25号））[5]
- 第14話 - 第8巻第58号（1989年9月19日臨時増刊（パーティー増刊26号））[6]
- 第15話 - 第8巻第65号（1989年10月17日臨時増刊（パーティー増刊27号））
- 第16話 - 第8巻第72号（1989年11月21日臨時増刊（パーティー増刊28号））[7]
- 第17話 - 第9巻第4号（1990年1月10日臨時増刊（パーティー増刊29号））[8]

## 単行本
中国語、フランス語及び朝鮮語に翻訳された。
日本語
- 『原獣事典』講談社〈モーニング・コミックブック〉、1990年12月。ISBN 4-06-303509-3。[10]
- 『原獣事典』双葉社〈アクションコミックス〉、1998年8月16日。ISBN 4-575-93575-1。[注 1][1]

中国語
- 『原獸事典』尖端出版、1999年7月1日。ISBN 957-101897-X。

フランス語
- Encyclopédie des Animaux Préhistoriques. Made in. Kana. (2006-11-03). ISBN 2-87129967-6

朝鮮語
- 『원수사전』대원씨아이〈미우〉、2017年7月31日。ISBN 979-11-3345500-3。

## 脚註

### 註釈
1. ↑  アクションコミックスで復刊した際に副題の一部を変更し、「覚えているかいマンムーサス・トロゴンテリィ」を「覚えているかいマンムートゥス・ジェファーソニ」に、「のんきでものぐさカニメイエリア」を「のんきでものぐさカンネメイエリア」に、「やさしい気持ちでバルキテリウム」を「やさしい気持ちでインドリコテリウム」に、「お調子もんだよメソサイオン」を「お調子もんだよメソキオン」とした。